# Carinascincus
Carinascincus är ett släkte av ödlor. Carinascincus ingår i familjen skinkar.
Dessa ödlor är små och har en genomskinlig skiva i det rörliga nedre ögonlocket. De förekommer i tempererade regioner i södra Australien och på Tasmanien. I bergstrakter hittas de under vintern i områden med snö.
IUCN listar fyra arter som sårbar (VU) och fyra arter som livskraftiga (LC).
Arter enligt Catalogue of Life:
- Carinascincus coventryi
- Carinascincus greeni
- Carinascincus metallicus
- Carinascincus microlepidotus
- Carinascincus ocellatus
- Carinascincus orocryptus
- Carinascincus palfreymani
- Carinascincus pretiosus